# Ajdin Penava
Ajdin Penava (nacido el 11 de marzo de 1997 en Sarajevo, Bosnia y Herzegovina), es un jugador de baloncesto bosnio que actualmente milita en el Utenos Juventus.

## Carrera deportiva
Es un jugador que alterna las posiciones de pívot y ala-pívot formado en la cantera del KK Spars. En 2015, tras jugar el europeo sub-18 con su selección, se enrola en los Marshall Thundering Herd para jugar la NCAA donde estuvo durante tres campañas.
En 2018, disputaría la liga de verano de la NBA con los Washington Wizards.
En agosto de 2018, Saski Baskonia acuerda la llegada del interior bosnio desde la Universidad de Marshall hasta junio del año 2022, convirtiéndose en la nueva apuesta de futuro del conjunto baskonista. En su último año en NCAA 2017-18, Adjin promedió 15.6 puntos, 8.5 rebotes y unos sorprendentes 3,9 tapones por partido.
En julio de 2020, firma un contrato por dos temporadas con Belfius Mons-Hainaut de la Pro Basketball League, tras proclamarse campeón de la Liga Endesa.

### Selección nacional
En septiembre de 2022 disputó con el combinado absoluto bosnio-herzegovino el EuroBasket 2022, finalizando en decimoctava posición.